# Eres mía
Eres mía è un singolo del gruppo musicale italiano Benji & Fede, pubblicato il 24 maggio 2016 in Italia, Spagna, Stati Uniti e America Latina.. Il brano, cantato insieme al cantante spagnolo Xriz, è una versione remix dell'originale composta dallo stesso Xriz

## Descrizione
La canzone, dallo stile reggaeton e cantata in lingua spagnola, è originalmente scritta da Xriz. Il duo pop italiano dichiara di averla ascoltata alla radio a Santo Domingo a inizio 2016 e di essergli piaciuta sino a lavorare alla collaborazione con l'autore originale per un remix. Si tratta del debutto di Benji & Fede nel mercato estero.

## Esibizioni dal vivo
Interpretano Eres mía il 19 giugno 2016 agli MTV Awards 2016, successivamente aprono la quinta edizione di RadioItaliaLive - Il concerto e si esibiscono con lo stesso brano ai Coca-Cola Summer Festival 2016.

## Video musicale
Il videoclip è stato girato nei pressi di un lago. La regia del video è di Mario Ruiz e la produzione di Krea Films; nel video, pubblicato il 17 giugno 2016, i tre artisti cantano su di un motoscafo sul lago per poi arrivare ad una festa alla riva.

## Tracce
1. Eres mía (Remix) – 3:31 (testo: Christian Rodríguez Expósito – musica: Christian Rodríguez Expósito, Benjamin Mascolo, Federico Rossi)

## Classifiche
| Classifica (2016) | Posizione massima |
| ----------------- | ----------------- |
| Italia            | 6                 |